# 菲什胡克 (伊利諾伊州)
菲什胡克（英語：Fishhook）是位於美國伊利諾伊州派克縣的一個非建制地區。該地的面積和人口皆未知。

## 地理
菲什胡克的座標為39°48′20″N 90°53′07″W / 39.80556°N 90.88528°W，而該地的平均海拔高度為229米（即751英尺）。